# Grafische vormgeving

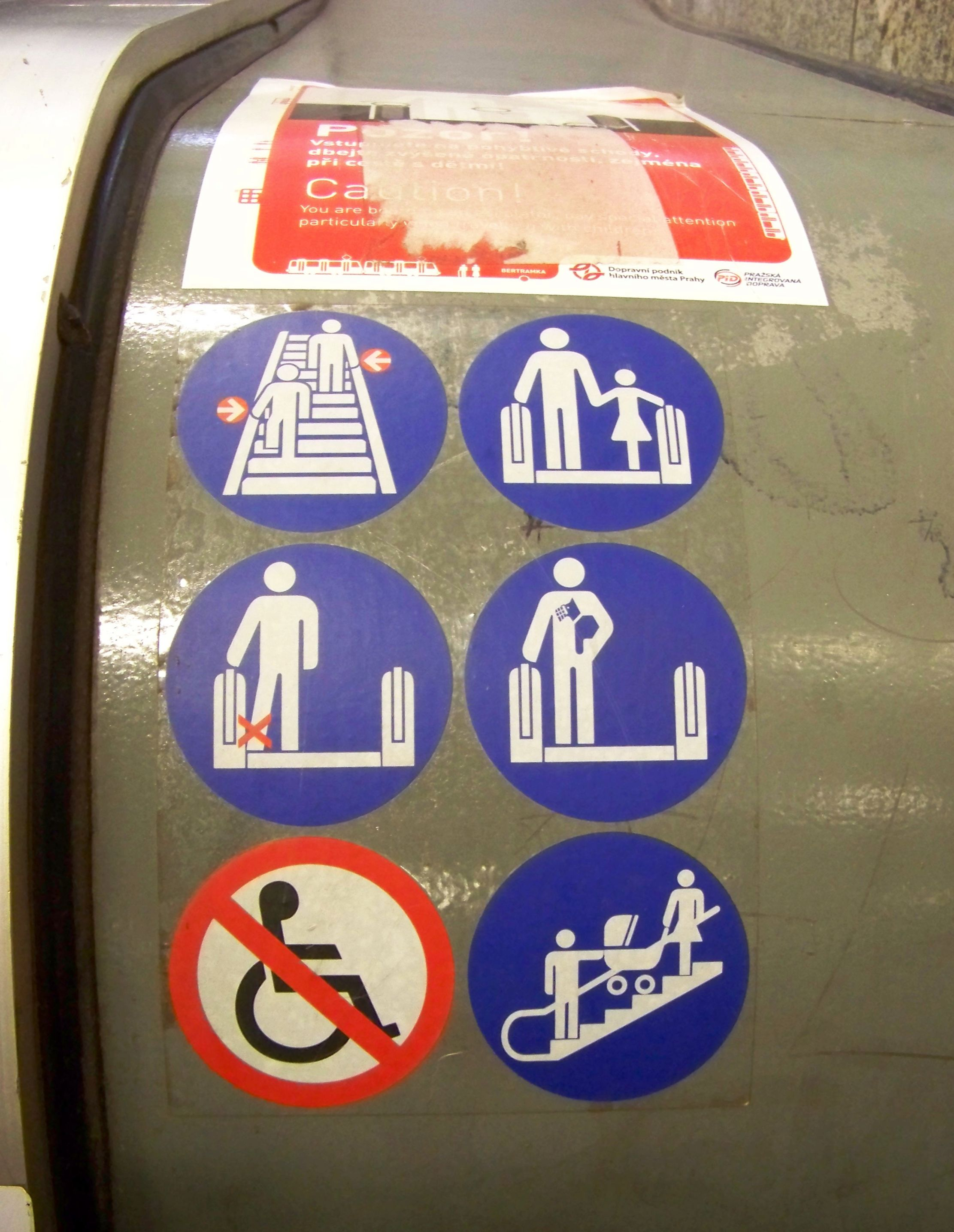
Grafische vormgeving: pictogrammen bij een roltrap in de metro van Praag

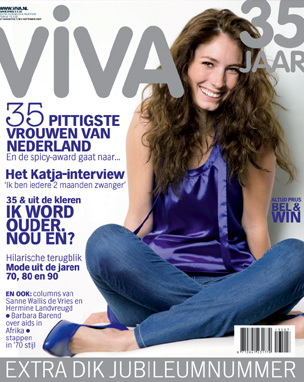
Cover Viva (2007)

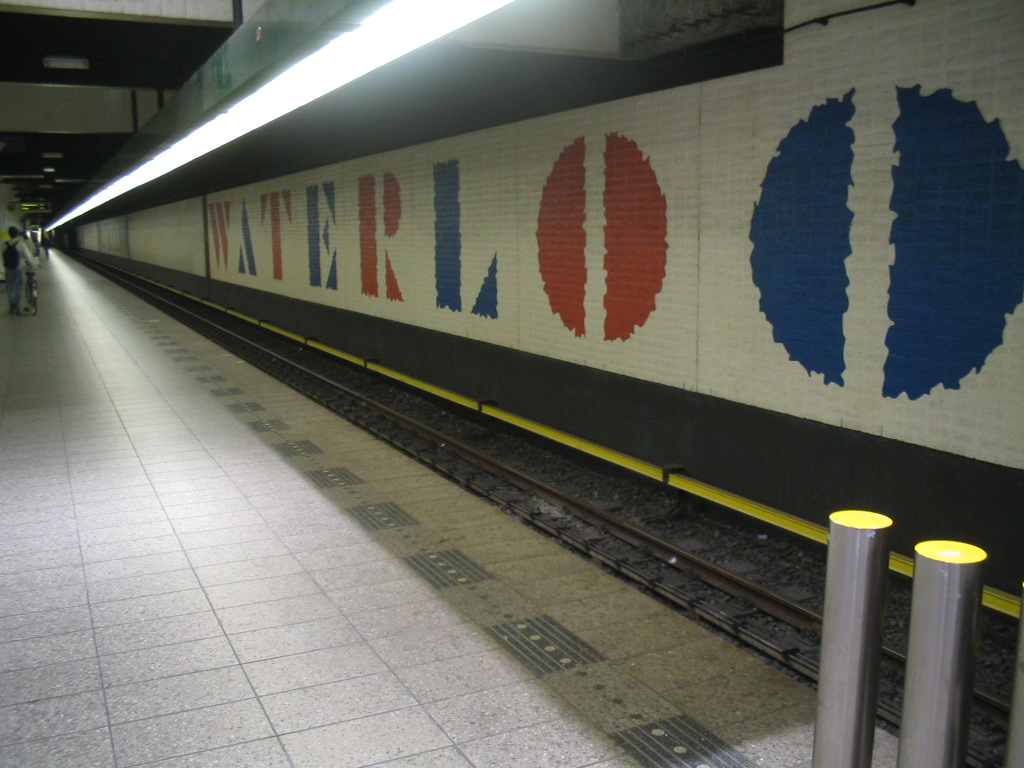
Muurschildering van Willem Sandberg in metrostation Waterlooplein

Grafische vormgeving is het visueel vormgeven van ideeën in verschillende media, met als doel om mensen iets mee te delen. Dit vereist de inzet van zowel artistieke als technische vaardigheden. Bij grafische vormgeving wordt zowel visuele expressie als creativiteit nagestreefd in de presentatie van tekst en beeld.
De praktijk van de grafische vormgeving strekt zich tegenwoordig uit van het traditionele drukwerk tot de moderne computer, de interactieve media en het multimedia vormgeving van. Grafische vormgeving heeft zo zijn toepassing in bijvoorbeeld:
- Administratie
- Advertenties
- Entertainment
- Journalistiek
- Webdesign

Het primaire gereedschap van de grafische vormgeving blijft de creatieve geest. Kritisch, objectiverend en analytisch denken zijn vereist in de vele vormen van het ontwerp en de grafische representatie.

## Geschiedenis
Het begrip "grafische vormgeving" is voor het eerst benoemd door William Addison Dwiggins (1880-1956) in 1922. In zijn tijd waren drukker, typograaf, schrijver, graficus en ontwerper vaak nog één en dezelfde persoon. In de 20ste eeuw hebben al deze beroepen zich ontwikkeld tot een specialisme. Zie verder ook:
- Oorsprong en ontwikkeling van het boek
- Geschiedenis van het bibliotheekwezen
- Geschiedenis van de reclame in Nederland
- Boekbandontwerpers in Nederland tussen 1890 en 1940

## Grafische vormgevingsdisciplines

### Animatie

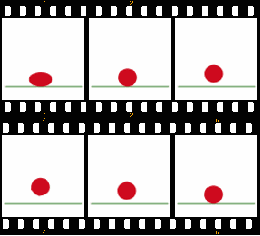

Animatie is de illusie van beweging door het na elkaar afspelen van verschillende stilstaande beelden, zogenaamde frames. Dit komt in het dagelijkse leven het meeste voor op het internet, in tekenfilms en tekenfilmseries en animatiefilms. Grafische computerformaten zoals GIF, MNG, SVG en Flash zorgen voor de animaties op computers en het internet.
Animatiefilm is de algemene naam voor filmopnames waarin geen levende acteurs optreden, maar in plaats daarvan getekende figuren (tekenfilm), of levenloze materie (zoals kleifiguurtjes) die worden gefilmd in de enkelbeeldtechniek. Dit wil zeggen dat de beelden een voor een worden opgenomen. Bij het achter elkaar plaatsen van de beelden in een film geven deze dan, indien het goed gebeurt, de illusie van beweging. Om een volledig vloeiende beweging te maken zijn er 24 frames per seconde nodig. Er zijn ook animaties die met 12 of 10 frames per seconde gaan. Maar met zo'n animatie bereik je geen volledig vloeiende beweging.

### Boekbandontwerpen

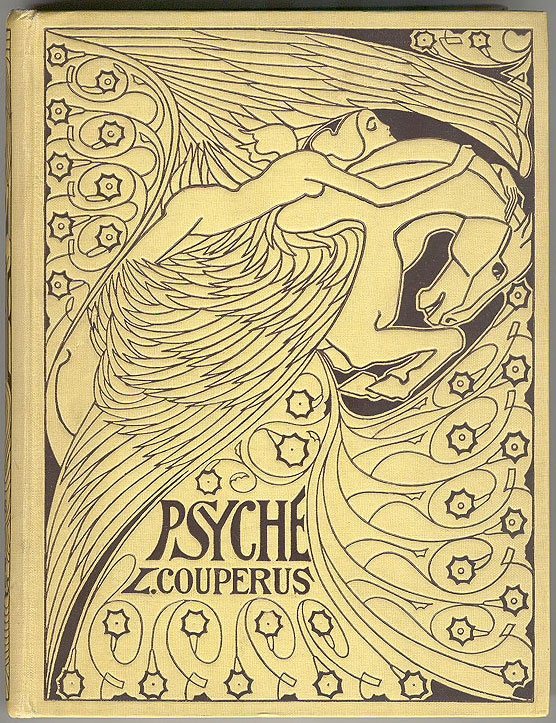
Psyche, boekbandontwerp van Jan Toorop (1898)

Een boekbandontwerper is iemand die een boekband, omslag of een stofomslag voor boeken ontwerpt. In de periode 1890-1940 werden in Nederland boekbanden ontworpen die bijzonder kenmerkend zijn in hun vormgeving. Omstreeks 1890 ontstond in Europa een kunststroming; in Frankrijk art nouveau, in Duitsland jugendstil, in Groot-Brittannië Arts and Crafts en in Nederland nieuwe kunst genaamd, hoewel hier de namen art nouveau en jugendstil eveneens ingeburgerd zijn.
Sommige uitgevers benaderden in de genoemde periode bekende kunstenaars en gaven hen opdrachten voor band-en omslagontwerpen voor uitgaven van verschillende aard en ook voor omslagen van tijdschriften, bladmuziek en brochures. Bijzonder bij de tijdschriften zijn de 116 omslagen voor Wendingen, maandblad voor bouwen en sieren van 'Architectura et Amicitia'  (1918-1931), die door een aantal van Nederlands bekendste kunstenaars zijn ontworpen.

### Communicatie

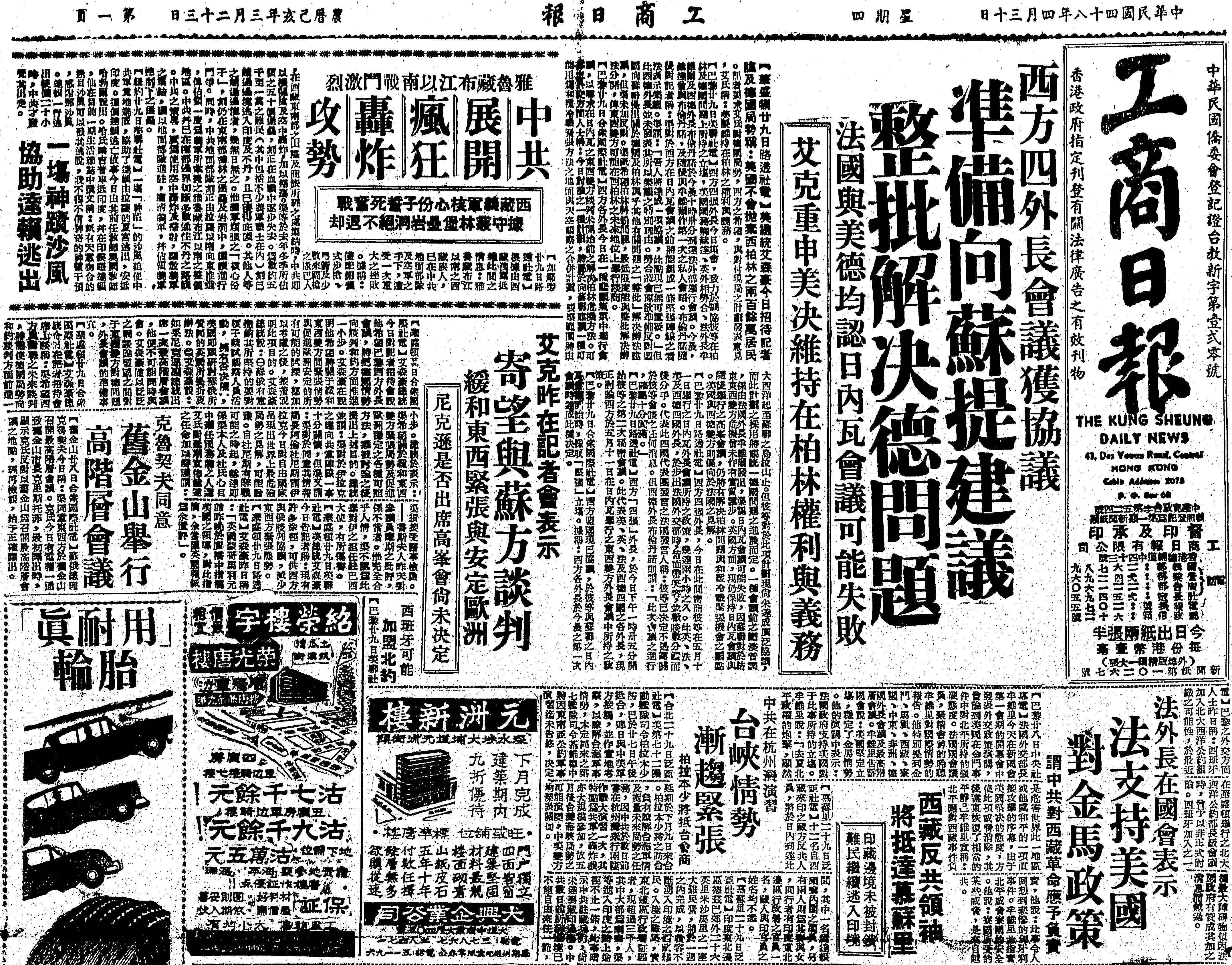
Vormgeving van een krant in Hongkong

Communicatie is een proces waarbij men tracht een bepaald begrip over te dragen uit het ene voorstellingskader (de zender of de bron waarin zij wordt vervaardigd) naar een ander (de ontvanger) door middel van informatie die, volgens afspraak, naar dat begrip verwijst. Communicatie vindt plaats met behulp van tekensystemen en andere uitdrukkingsvormen. Vindt de communicatie plaats via beelden, dan heet deze vorm visualisatie; denk aan diagrammen, pictogrammen en kaarten.
Communicatiewetenschap is een wetenschappelijke discipline die de menselijke communicatie bestudeert in al zijn vormen en in verschillende contexten. Het is dus een veelzijdige discipline, die te maken heeft met de communicatieleer: kenmerken van zender, drager, en ontvanger van een boodschap. Met taal in al zijn vormen, dus niet alleen de geschreven en gesproken taal, ook de beeldtaal, lichaamstaal en gebarentaal. Met kennisleer en het begrijpen en interpreteren van boodschappen, "verborgen" boodschappen, eenduidigheid, objectiviteit. Met sociologie en hoe opvattingen van maatschappelijke groepen worden overgebracht aan de rest van de maatschappij en omgekeerd. En tot slot met psychologie: hoe drukt de mens zijn ideeën, gevoelens, wensen uit; en hoe worden die door anderen gepercipieerd en begrepen?

### Datavisualisatie

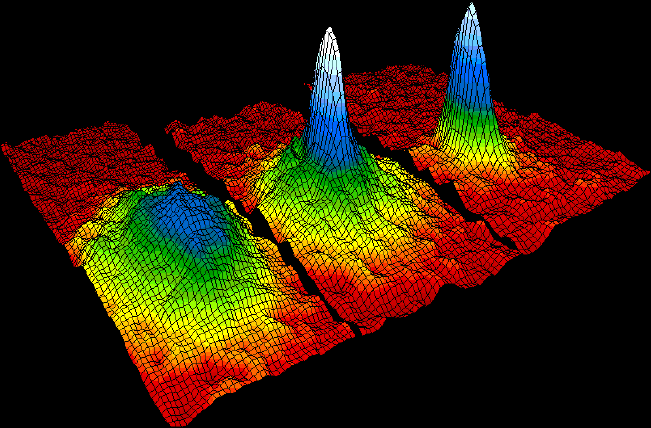
Voorbeeld datavisualisatie

Datavisualisatie ook wel wetenschappelijke visualisatie is het vakgebied binnen de Informatica dat zich bezighoudt met het visueel weergeven van gegevens. Het doel van een datavisualisatie is om gegevens inzichtelijk te maken met behulp van afbeeldingen. Een eenvoudig voorbeeld is een grafiek van een gemeten temperatuur op bepaalde momenten van de dag. Omvangrijker voorbeelden zijn CT-scans of MRI-scans die gedaan worden in ziekenhuizen om van een patiënt bepaalde ziekteverschijnselen te kunnen detecteren en diagnoses op te maken. Datavisualisatie is gerelateerd aan de visualisatie in het algemeen. Dit betreft de totstandkoming van uitdrukkingsvormen en de (visualisatie)modellen (en classificatie) die daarbij een rol spelen bij ontwerper en ontvanger van de boodschap.

### Letterontwerpen

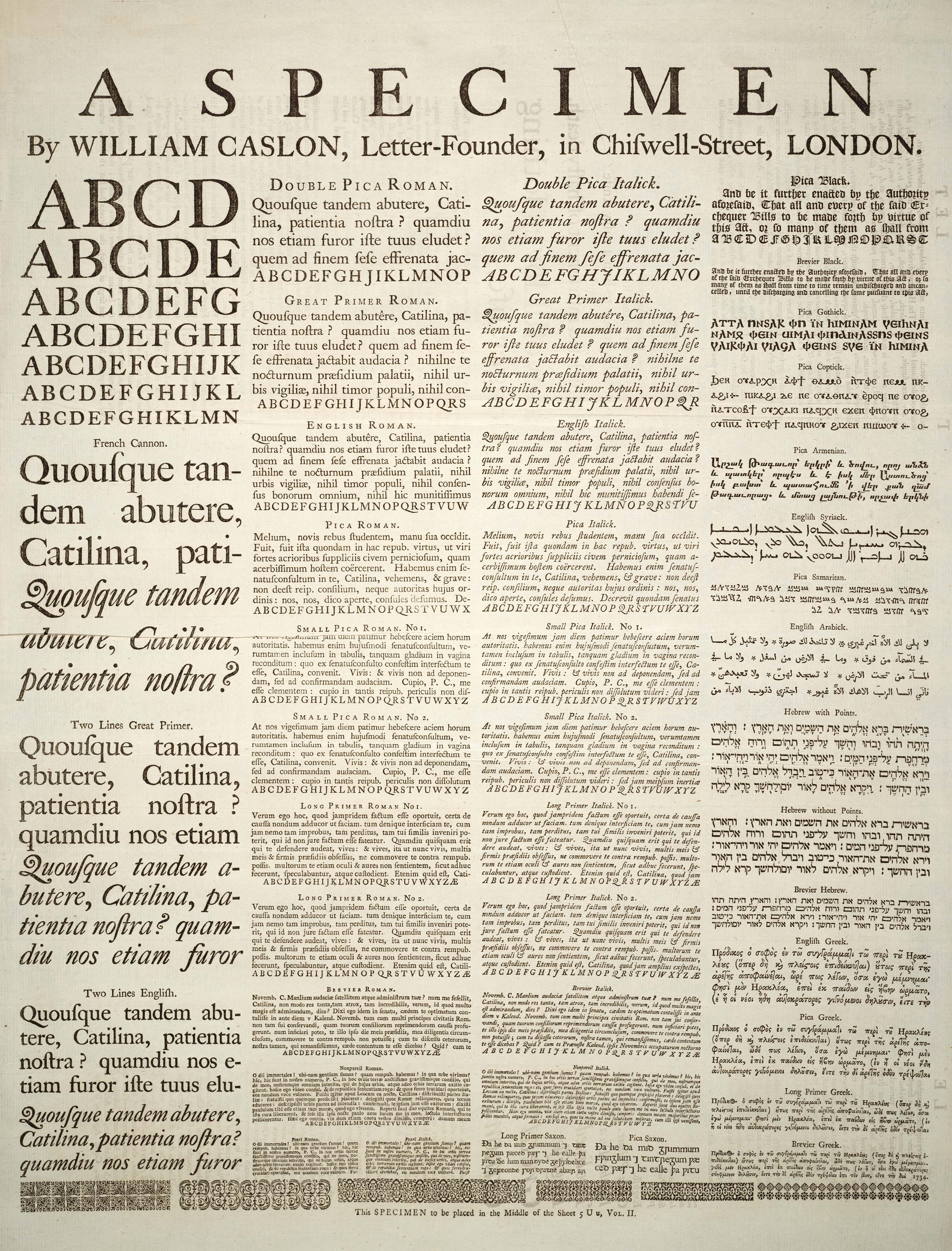
Specimen van een set fonts van letterontwerper William Caslon in de 1728 Cyclopaedia

Een lettertype is een serie tekens die letters uitbeelden. Veel tekstverwerkers geven de gebruiker de keuze verschillende lettertypen te kiezen, zoals Times New Roman, Helvetica, Arial of Courier. Er zijn verschillende systemen bedacht om lettertypen in te delen. Een zo'n systeem is de chronologische volgorde. In de 20e eeuw alleen al zijn zoveel lettertypen ontworpen, dat dit systeem niet toereikend is. De classificatie van Vox klopt niet altijd maar omdat het enige orde schept is het nog steeds de meest gebruikte classificatie.

### Desktoppublishing
Desktoppublishing, of dtp, is het bewerken en opmaken van documenten voor drukwerk, en die dus meestal bestemd zijn voor publicatie, zoals boeken, tijdschriften, brochures, en dergelijke, met gebruik van een pc. Desktoppublishing software, zoals QuarkXPress of Adobe InDesign is speciaal ontworpen hiervoor. In het algemeen vervangen deze programma's de tekstverwerkers en grafische programma's niet, maar worden ze gebruikt om de inhoud die met deze programma's gemaakt is te verzamelen en te verwerken: tekst, rasterafbeeldingen (zoals afbeeldingen die bewerkt zijn met Adobe Photoshop) en vectorafbeeldingen (zoals tekeningen/illustraties die gemaakt zijn met Adobe Illustrator, of CorelDraw). Wanneer het materiaal klaar is voor publicatie, kan dtp-software deze uitvoeren als Postscript of Adobe PDF, die vervolgens door commerciële drukkers kan worden gebruikt om drukplaten te maken.

### Illustratie

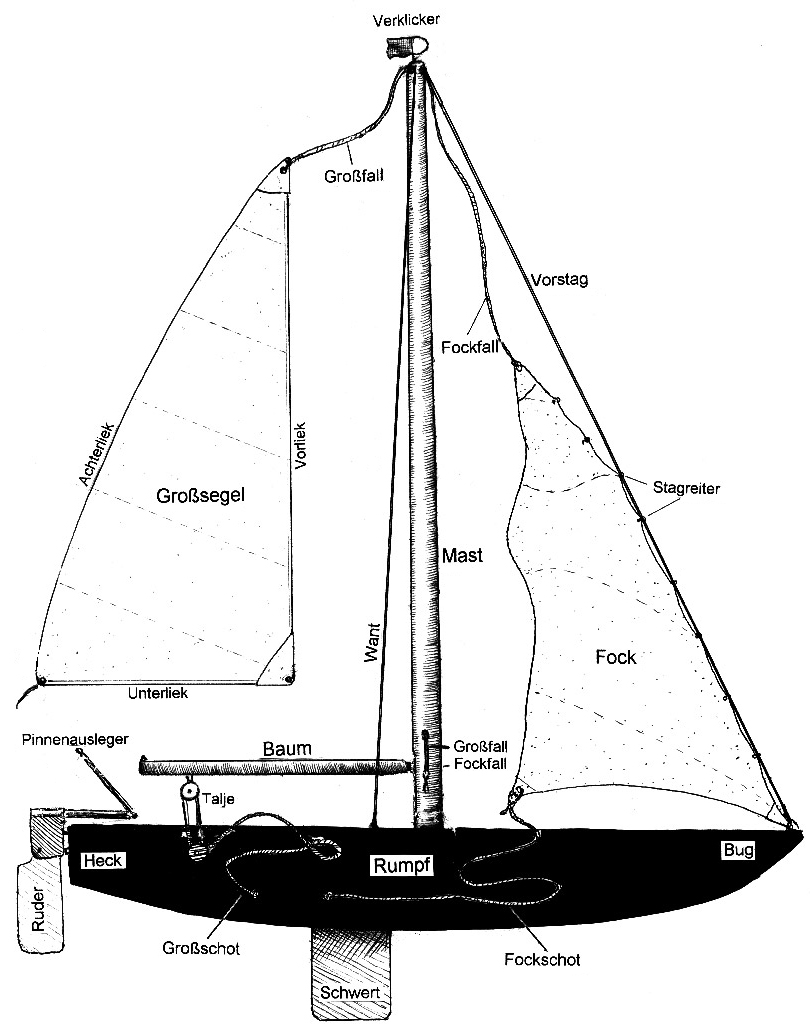
Illustratie van een zeilboot

Een illustratie is een (meestal) visuele toelichting bij een verhaal of een bewering. Meestal is een illustratie een tekening of een toepasselijke foto bij een geschreven verhaal. De illustratie beeldt dan een fragment uit waardoor de lijn van het verhaal zichtbaar wordt voor de lezer of de sfeer van het verhaal wordt geaccentueerd. Een illustratie is dan een visuele uitleg of verduidelijking. Vooral kinderboeken en wetenschappelijke verhandelingen worden vaak met illustraties verluchtigd.
Globaal kan men verschillende soorten illustraties onderscheiden:
1. Tekeningen van complexere objecten of situaties, zie infographic;
2. Weergave van informatie door een cartoon
3. Fotografie

Een bijzondere vorm van illustreren is het toepassen van illuminaties.
Een illustratie kan in overdrachtelijke zin ook een uitleg zijn bij een ander verhaal of bij een presentatie. Daarbij is de illustratie zelf ook weer een verhaal, dat echter als een voorbeeld kan dienen ter verduidelijking van het gespreksonderwerp.

### Fotografie
Fotografie is het met behulp van licht en andere vormen van straling vervaardigen van afbeeldingen van voorwerpen en verschijnselen. Het woord is afgeleid van het Grieks en betekent letterlijk schrijven met licht. Iemand die (beroepsmatig) fotografie verricht noemt men een fotograaf. Voor het maken van een foto maakt men gebruik van een camera. Een afdruk van een voorwerp dat direct op lichtgevoelig materiaal gelegd is en vervolgens belicht, is een fotogram.

### Prentkunst
Grafiek, ook graveerkunst en prentkunst, is een vorm van beeldende kunst waarbij de kunstenaar gebruikmaakt van allerlei druktechnieken. Ook de afbeeldingen die op deze manieren worden gemaakt (de werken) worden grafiek (ook: gravures of prenten) genoemd.
Het gebruik van deze grafische technieken door een kunstenaar kan verschillende redenen hebben, bijvoorbeeld:
- dat er meerdere afnemers mogelijk zijn van de gemaakte kunst;
- dat grafiek goedkoper is voor de afnemer;
- dat de kunstenaar kan zich in dit medium optimaal kan uitdrukken.

Het stripverhaal is een op grote schaal voorkomende vorm van grafiek en wordt meestal gedrukt in vlakdruk zoals offset vierkleurendruk.(transparante zwartfilm met tekenwerk en tekst en een 3-kleurenschildering op een blauwdruk)

### Kalligrafie

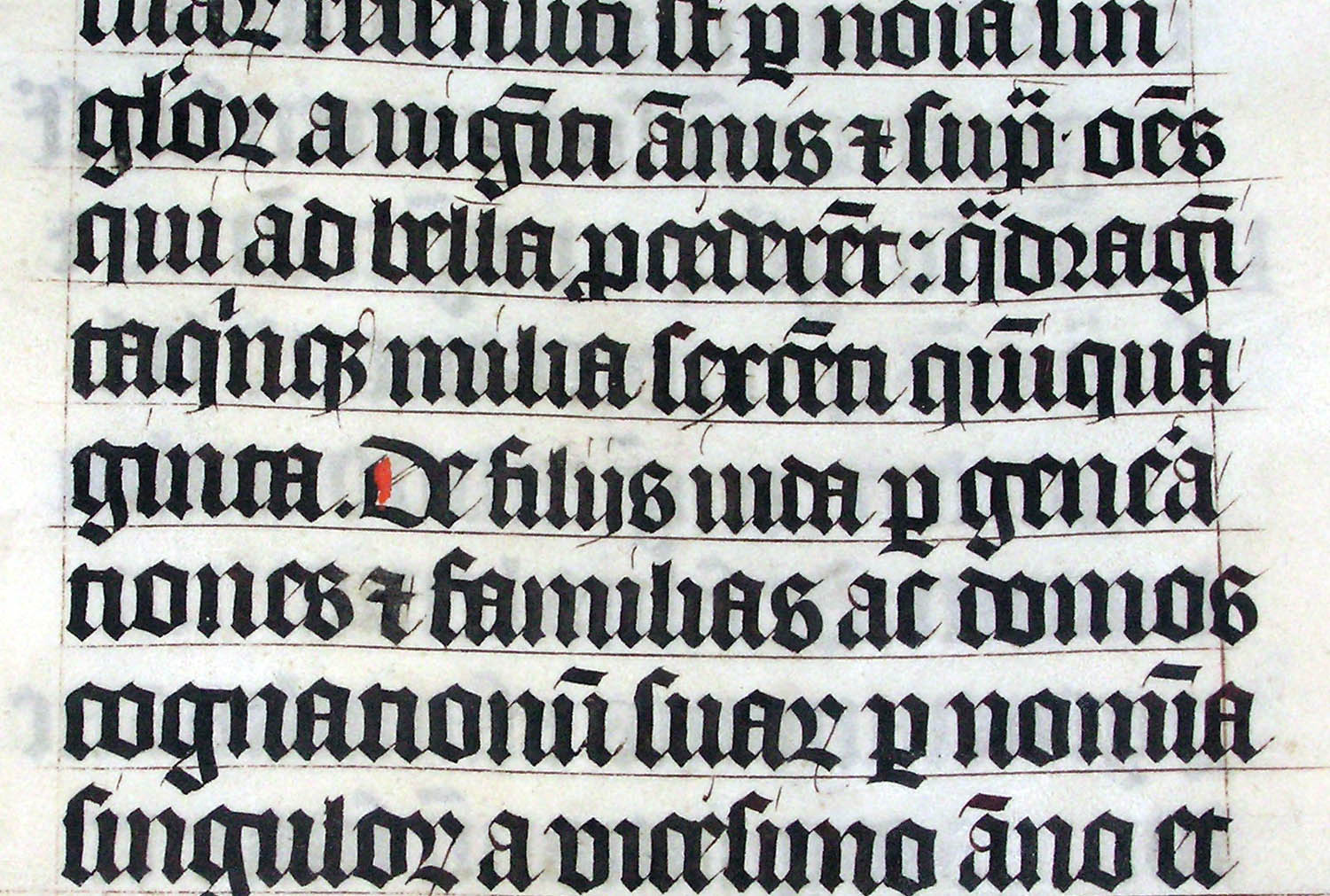
Kalligrafie in een 15e-eeuwse bijbel

Kalligrafie is de kunst van het schoonschrift. In China en Japan wordt kalligrafie nog steeds hoog gewaardeerd, en in Islamitische culturen bestaan talloze gekalligrafeerde versies van de Koran en worden gekalligrafeerde spreuken uit de Koran vaak in tapijten verwerkt of aan de muur gehangen.
In Europa werd het kalligraferen aanvankelijk uitgevoerd door slaven (Romeinse Rijk), later na de doorbraak van het christendom door monniken in kloosters. In de latere Middeleeuwen ontstonden er gilden voor kalligrafen en verluchters (zij maakten versieringen bij het letterwerk). Er zijn verschillende soorten stijlen van kalligrafie; Gotisch, Romaans, Karolisch, Beneventan enz.

### Reclame
Reclame' is een door een betrokkene geautoriseerde aanbeveling, soms in een medium van een derde, maar ook direct, via reclamedrukwerk. Het is ook promoten van een product, dienst, bedrijf of idee door middel van een veelal gesponsorde boodschap.
Bij het ontstaan van de moderne industriële maatschappij werd een snelle afzet van grote aantallen gelijke producten, naast een degelijke identificatie van de wensen van consumenten, steeds meer nodig geacht. Reclame, en in een breder verband marketing, voldeden aan die noodzaak. Daarmee versterkten zij in niet geringe mate de verdere groei van de industriële maatschappij, en leidden volgens velen tot het ontstaan van consumentisme: het zinloze bevredigen van onechte wensen die door de industrie zijn aangepraat.

### Striptekenen

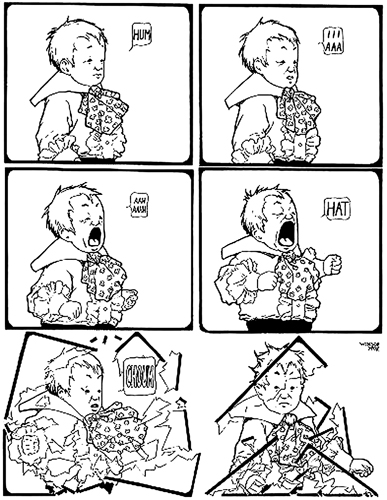
Little Sammy Sneeze (1904-06) door Winsor McCay

Het stripverhaal (ook beeldverhaal of strip genoemd) is een van de oudste vormen van literatuur. Een stripverhaal wordt gevormd door een serie van afbeeldingen die een verhaal vormen. Een stripverhaal wordt gemaakt door een striptekenaar en een scenarist. Soms schrijft de tekenaar tevens het scenario, soms werken er meerdere personen aan het tekenwerk (schetsen, inkten, letteren) of aan het verhaal. In het Amerikaans heet een strip een comic, in het Japans een manga.

### Typografie
Typografie behelst het zetten, drukken en vormgeven van teksten, zowel voor functionele als esthetische doeleinden. Om deze doeleinden te verwezenlijken spelen de opmaak van tekstblokken, de bladspiegel alsook de keuze van lettertypen, vette en cursieve varianten, witruimte en interpunctie een belangrijke rol.
Oorspronkelijk was het belangrijkste medium voor de typografie het boek. Anders dan voor boeken is typografie tegenwoordig niet weg te denken van formulieren, webpagina's, interactieve cd-roms, reclameteksten of waarschuwingsborden. Typografie dient rekening te houden met het medium en doel van de geschreven teksten. Deze stellen verschillende eisen voor leesbaarheid en opvallendheid.

### Webdesign

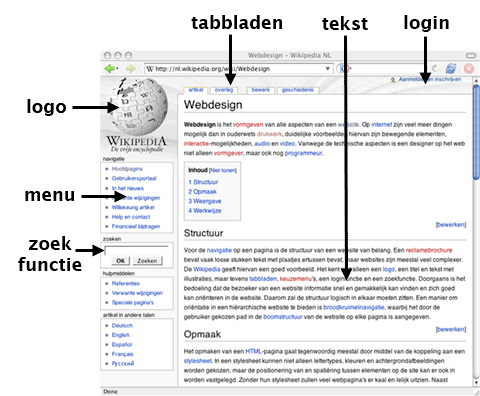
Opbouw webpagina

Webdesign is het vormgeven van alle aspecten van een website. Op internet zijn veel meer dingen mogelijk dan in ouderwets drukwerk; duidelijke voorbeelden hiervan zijn bewegende elementen, interactiemogelijkheden, audio en video. Vanwege de technische aspecten is een designer op het web niet alleen vormgever, maar ook nog programmeur.
Voor de navigatie op een pagina is de structuur van een website van belang. Een reclamebrochure bevat vaak losse stukken tekst met plaatjes ertussen, maar websites zijn meestal veel complexer. Wikipedia geeft hiervan een goed voorbeeld. Het kent niet alleen een logo, een titel en tekst met illustraties, maar tevens tabbladen, keuzemenu's, een loginfunctie en een zoekfunctie.
Doorgaans is het de bedoeling dat de bezoeker van een website informatie snel en gemakkelijk kan vinden en zich goed kan oriënteren in de website. Daarom zal de structuur logisch in elkaar moeten zitten. Een manier om oriëntatie in een hiërarchische website te bieden is broodkruimelnavigatie, waarbij het door de gebruiker gekozen pad in de boomstructuur van de website op elke pagina is aangegeven.

## Grafisch ontwerper en grafisch vormgever
In tegenstelling tot wat vaak beweerd wordt is er tegenwoordig geen verschil tussen een grafisch vormgever en een grafisch ontwerper. Grafisch vormgever is in wezen precies dezelfde opleiding als die van grafisch ontwerper, maar dan verzorgd door hogescholen. In de technische uitvoering van dit beroep zijn er mogelijk meer succesvolle grafisch vormgevers/ontwerpers afkomstig van de verschillende grafische lyceums terwijl de van de hogescholen afgestudeerde grafisch vormgevers zich meer toeleggen op het communicatieve en abstracte aspect van grafische vormgeving. E.e.a. kan te maken hebben met het feit dat grafische lyceums decennia lang meer ervaring hebben op de technische uitvoering van het grafisch vak.
Zowel de grafisch vormgever als de grafisch ontwerper verzorgt in opdracht naar eigen inzicht de totale grafische vormgeving van uiteenlopende soorten drukwerk of multimedia en legt deze vast in een ontwerp. Binnen het ontwerp bepaalt hij/zij de lay-out (indeling), de typografie (lettersoorten, -groottes, kolombreedte, regelafstand, e.d.), de beelddragersoort (papier, schermondergrond, e.d.), het kleurgebruik en de illustratie-/fotosoort. Heel soms vervaardigt hij/zij de illustraties of foto's zelf. Vaak besteedt hij/zij de opdracht daartoe uit aan een illustrator of fotograaf.
Vaak wordt er beweerd dat een grafisch vormgever enkel de grafische vormgeving doet en dat het beroep niet verward mag worden met een grafisch ontwerper of designer. Ook wordt er gesteld dat een grafisch vormgever meer bezig met de techniek en de beheersing ervan dan een designer, artdirector of ontwerper. Zo tracht hij/zij zo veel mogelijk te weten van programmatuur zoals Adobe of QuarkXPress. In vroegere tijden was dat natuurlijk meer met de film of nog eerder met loodletters. Enige kennis van zaken in deze leert dat het laatste veelal binnen het takenpakket van een dtp'er (desktoppublishing) valt wat een opleiding op zich is.

## Studie van de grafische vormgeving
Men kan grafische vormgeving studeren aan:
Nederland:
- Academie Beeldende Kunsten Maastricht
- Academie voor Beeldende Vorming Amsterdam
- Academie Minerva Groningen
- Akademie voor Kunst en Vormgeving St. Joost
- ArtEZ Academie voor beeldende kunsten Arnhem
- Gerrit Rietveld Academie Amsterdam
- Hogeschool voor de Kunsten Utrecht
- Koninklijke Academie van Beeldende Kunsten Den Haag
- Willem de Kooning Academie
- Universiteit van Amsterdam
- Cibap vakschool voor verbeelding

Andere opleidingen:
- Mediacollege Amsterdam
- Grafisch Lyceum Rotterdam
- Grafisch Lyceum Utrecht
- Design Academy Eindhoven

België:
- Arteveldehogeschool
- Koninklijke Academie voor Schone Kunsten Gent
- Koninklijke Academie voor Schone Kunsten Antwerpen
- Sint-Lucas Gent
- Sint Lucas Antwerpen
- Hogeschool Sint-Lukas Brussel
- Provinciale Hogeschool Limburg (PHL)
- VISO Mariakerke
- TechniGo! Aalst